# Nora Ikstena

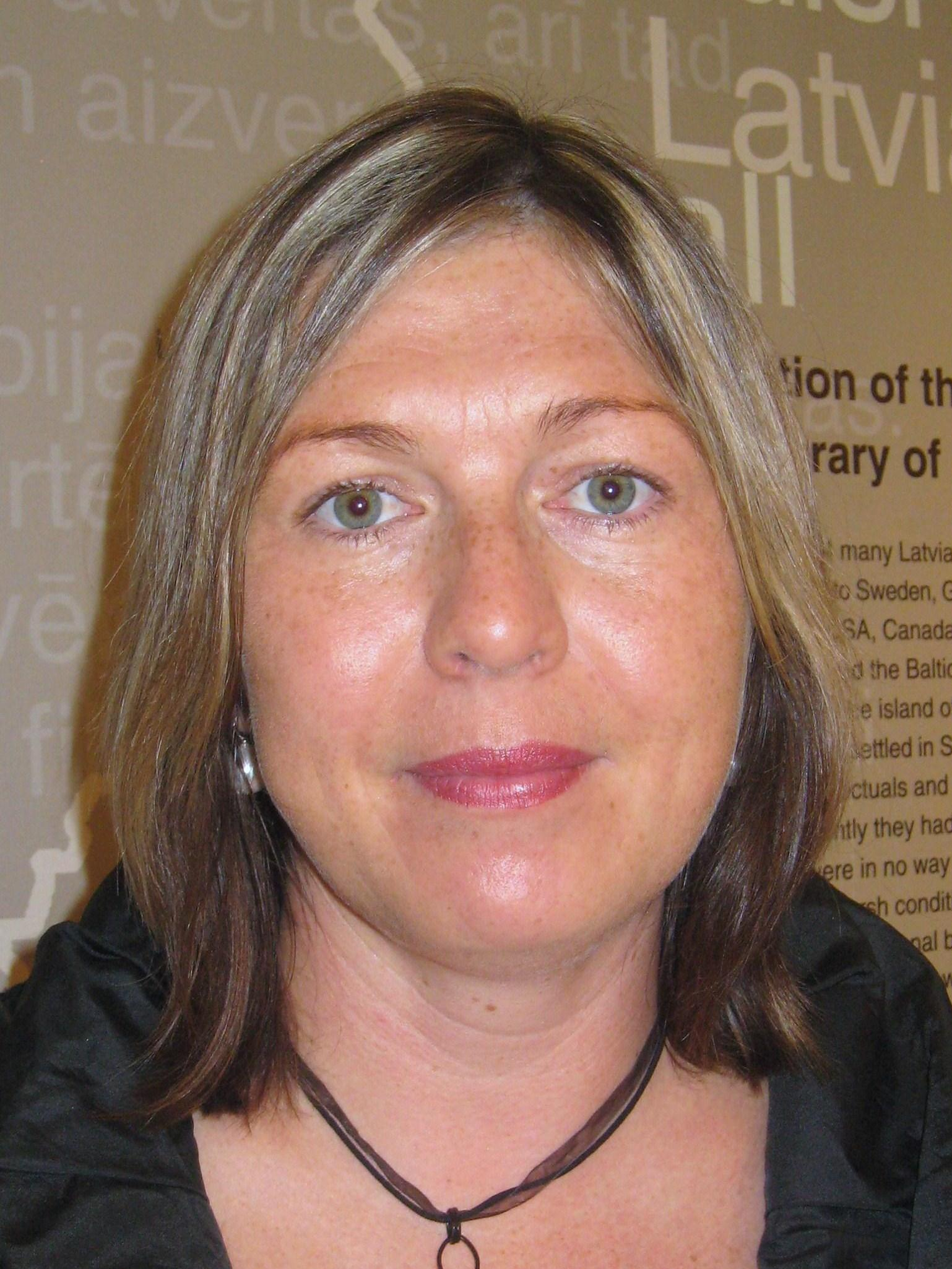
Nora Ikstena, 2008

Nora Ikstena (geboren 15. Oktober 1969 in Riga) ist eine lettische Schriftstellerin (Roman, Essay, Erzählung, Biografie) und Vorsitzende des Nationalen Kulturats Lettlands.

## Leben
Ikstena studierte 1987–1992 an der Universität Lettlands in Riga Literaturwissenschaften und Anglistik. Nach einem langen Auslandsaufenthalt in New York City für weiterführende Studien kehrte sie in ihr Heimatland zurück und baute als Mitbegründerin das Nationale Lettische Kulturzentrum in Riga mit auf.
Ihr Debütroman Dzīves svinēšana (~Celebration of Life) erschien 1998 in Lettland und wurde später auch in drei skandinavische Sprachen (Norwegisch, Dänisch und Schwedisch) übersetzt und publiziert. Seitdem hat sie in Lettland mehr als zwanzig weitere Bücher veröffentlicht.
Als Literatin und Kulturmanagerin wurde sie 2008 in Lettland ausgezeichnet mit dem nationalen lettischen Drei-Sterne-Orden für Dienste an der Literatur (ähnlich dem Order of the British Empire) sowie 2006 mit dem Preis der Baltischen Versammlung für Literatur, die Künste und Wissenschaften. Ihr Roman Mātes piens erhielt 2015 den Lettischen Literaturpreis Laligaba. Er wurde in fünfzehn Sprachen lizenziert für Übersetzungen und war 2019 nominiert für den EBRD-Literaturpreis in London.
Der Roman Muttermilch (original lettisch: Mātes piens, Dienas grāmata 2015) wurde als bisher einziges ihrer Bücher ins Deutsche übersetzt und dort 2019 vom kleinen Kreuzberger Klak Verlag herausgebracht. Bereits 2018 erschien er unter dem Namen Soviet Milk auf Englisch beim Verlag Peirene Press in London.
Nora Ikstena wohnt in Ikšķile, rund 30 km stromaufwärts von Riga.

## Werke

### Romane
- Dzīves svinēšana, Roman, (~Celebrating Life). Tukumā: Atēna Verlag, 1998.
- Jaunavas mācība, Roman, (~The Virgin’s Lesson). Tukumā: Atēna, 2001.
- Amour Fou jeb Aplamā mīla 69 pantos, (~Amour Fou or Erroneous Love in 69 verses). Riga: Dienas Grāmata Verlag, 2008.
- Vīrs zilajā lietusmētelītī, (~The Man in a Blue Raincoat). Riga: Dienas Grāmata, 2011.
- Mātes piens, Riga: Dienas Grāmata, 2015.
  - Muttermilch, Roman, 214 S., aus dem Lettischen von Nicole Nau, Klak Verlag, Berlin 2019, ISBN 978-3-948156-17-6.

### Erzählbände
- Nieki un izpriecas. Rīga: Karogs, 1995.
- Maldīgas romances. Rīga: Jāņa sēta, 1997; Rīga: Jumava, 2013.
- Pasakas ar beigām. Rīga: Pētergailis, 2002.
- Dzīves stāsti. Tukumā: Atēna, 2004.
- Besa. Rīga: Mansards, 2012.
- Ulubeles pasakas, (~Fairy tales of Ulubelle). Rīga: Dienas Grāmata, 2014.

### Essays
- Šokolādes Jēzus, (~Chocolate Jesus). Riga: Dienas Grāmata, 2006.
- Sīlis spoguļstiklā, (~A Jay in the Mirror Glass). Riga: Dienas Grāmata, 2009.
- Runā manis vainadziņš. (zusammen mit Edīti Paulu-Vīgneri). Rīga: Mansards, 2014.

### Biografien
- Pārnākšana (über Annu Rūmani-Ķeniņu). Rīga: Garā Pupa, 1993.
- Brīnumainā kārtā (über Bruno Rubesu). Rīga: Nordik, 1999.
- Deja un dvēsele (über Viju Vētru). Tukumā: Atēna, 2001.
- Zīdtārpiņu musināšana (über Māru Zālīti). Rīga: Pētergailis, 2003.
- Nenoteiktā bija (zusammen mit Imantu Ziedoni). Rīga: Dienas Grāmata, 2006.
- Esamība ar Regīnu (über Regīnu Ezeru). Rīga: Dienas grāmata, 2007.
- Ārprātija piedzīvojumi (zusammen mit Aivaru Vilipsonu). Rīga: Dienas Grāmata, 2017.

## Auszeichnungen
- 2006: Kultur/Literaturpreis der Baltischen Versammlung
- 2008: Drei-Sterne-Orden der Republik Lettland „für Dienste an der Literatur“
- 2015: Laligaba Lettland-Literaturpreis
- 2018: nationaler Excellence in Culture Award als „weltweit bekannteste lettische Autorin des 21. Jahrhunderts“.[1]

## Belege
1. 1 2 3  Autorenprofil Nora Ikstena, klakverlag.de, abgerufen am 11. Mai 2020.
2. 1 2 3  Kurzbiografie Nora Ikstena, peirenepress.com, abgerufen am 11. Mai 2020.
3. ↑  Ikstena, Nora. | Dzīves svinēšana, Virtual International Authority File viaf.org, abgerufen am 11. Mai 2020.
4. ↑  Bibliography Nora Ikstena, literature.lv, abgerufen am 11. Mai 2020.
5. ↑  siehe GND-Eintrag zum Wirkungsort

| Personendaten    | Personendaten                                                   |
| ---------------- | --------------------------------------------------------------- |
| NAME             | Ikstena, Nora                                                   |
| KURZBESCHREIBUNG | lettische Schriftstellerin (Roman, Essay, Erzählung, Biografie) |
| GEBURTSDATUM     | 15. Oktober 1969                                                |
| GEBURTSORT       | Riga                                                            |